# 21 Lutetia
Lutetia (desemnare de planetă minoră: 21 Lutetia) este un asteroid mare de tip M din centura principală de asteroizi. Măsoară aproximativ 100 kilometri în diametru (120 km de-a lungul axei sale majore). A fost descoperită în 1852 de Hermann Goldschmidt și poartă numele Lutetia, numele latin al Parisului.
Lutetia are o formă neregulată și este puternic craterizată, cel mai mare crater de impact ajungând la 45 km în diametru. Suprafața este eterogenă din punct de vedere geologic și este intersectată de un sistem de șanțuri și escarpe, despre care se crede că sunt fracturi. Are o densitate generală mare, ceea ce sugerează că este făcut din rocă bogată în metal.
Sonda Rosetta a trecut la 3.162 kilometri (1.965 mi) de Lutetia in iulie 2010.  A fost cel mai mare asteroid vizitat de o navă spațială până când Dawn a ajuns la Vesta în iulie 2011.

## Descoperire și explorare

Animație a traiectoriei lui Rosetta din 2 martie 2004 până în 9 septembrie 2016
Rosetta
67P/Churyumov–Gerasimenko
Pământ
Marte
21 Lutetia
2867 Šteins

Lutetia a fost descoperită pe 15 noiembrie 1852 de Hermann Goldschmidt de pe balconul apartamentului său din Paris. O orbită preliminară pentru asteroid a fost calculată în noiembrie-decembrie 1852 de către astronomul german Georg Rümker și alții. În 1903, a fost fotografiat la opoziție de Edward Pickering la Observatorul Colegiului Harvard. El a calculat o magnitudine la opoziție de 10,8.
Au fost raportate două ocultații stelare de Lutetia, observate din Malta în 1997 și Australia în 2003, cu o singură coardă fiecare, aproximativ în acord cu măsurătorile IRAS.
Pe 10 iulie 2010, sonda spațială europeană Rosetta a zburat pe lângă Lutetia la o distanță minimă de 3168 ± 7.5 km la o viteză de 15 kilometri pe secundă în drum spre cometa 67P/Churyumov-Gerasimenko.Zborul a oferit imagini de până la 60 metri pe pixel și acoperă aproximativ 50% din suprafață, mai ales în emisfera nordică. Cele 462 de imagini au fost obținute în 21 de filtre de bandă îngustă și largă, care se extind de la 0,24 la 1 μm. 

## Caracteristici

### Orbită

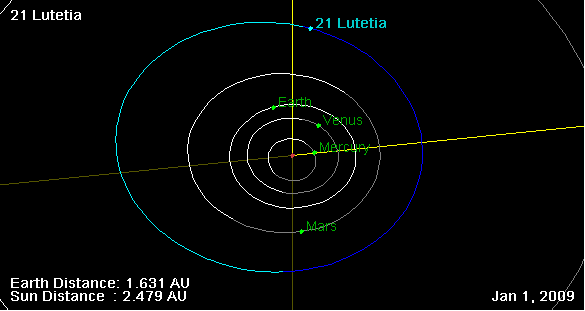
Orbita lui 21 Lutetia și poziția sa pe 1 ianuarie 2009 (aplicația NASA Orbit Viewer).

Lutetia orbitează în jurul Soarelui la o distanță de aproximativ 2,4 UA în centura interioară de asteroizi. Orbita sa se află aproape în planul eclipticii și este moderat excentrică. Perioada orbitală a lui Lutetia este de 3,8 ani. 

### Masă și densitate
Zborul Rosetta a demonstrat că masa lui Lutetia este de (1,700 ± 0,017) ×1018 kg, mai mică decât estimarea pre-survol de 2,57 ×1018 kg.  Are una dintre cele mai mari densități observate la asteroizi la 3,4 ± 0,3 g/cm3. Luând în considerare o posibilă porozitate de 10–15%, densitatea lui Lutetia o depășește pe cea a unui meteorit pietros tipic.

### Compoziție
Lutetia este clasificată printre enigmaticii asteroizi de tip M,  dintre care majoritatea s-au considerat istoric aproape pur metalici.  Cu toate acestea, observațiile radar ale tipurilor M sugerează că două treimi dintre ele, inclusiv Lutetia, pot consta în schimb din silicați îmbogățiți cu metale. Într-adevăr, spectrele telescopice ale Lutetiei au arătat un spectru plat, de frecvență joasă, similar cu cel al condritelor carbonice și al asteroizilor de tip C și, spre deosebire de meteoriții metalici, dovezi de minerale hidrate, silicați abundenți și o substanță mai groasă de regolit decât majoritatea asteroizilor.
Sonda Rosetta a descoperit că asteroidul are un spectru moderat roșu în lumina vizibilă și un spectru practic plat în infraroșu apropiat. Nu au fost detectate caracteristici de absorbție în intervalul acoperit de observații, 0,4–3,5 μm, care este în contradicție cu rapoartele anterioare de la sol despre minerale hidrate și compuși bogați în carbon. De asemenea, nu a existat nicio dovadă de olivină. Cu toate acestea, nava spațială a observat doar jumătate din Lutetia, așa că existența acestor faze nu poate fi exclusă complet. Împreună cu densitatea ridicată raportată pentru Lutetia, aceste rezultate sugerează că Lutetia este fie făcută din material condrit enstatit, fie poate fi legată de condrite carbonice bogate în metale și sărace în apă din clase precum CB, CH sau CR.  
Observațiile Rosetta au arătat că suprafața lui Lutetia este acoperită cu un regolit format din particule de praf slab agregate de 50-100 μm în dimensiune. Este estimat a fi 3 km grosime și poate fi responsabil pentru contururile înmuiate ale multor cratere mai mari.

### Formă și înclinare axială
Fotografiile sondei Rosetta au confirmat rezultatele unei analize a curbei de lumină din 2003, care a descris Lutetia ca o sferă brută cu „trăsături de formă ascuțită și neregulată”. Un studiu din 2004-2009 a sugerat că Lutetia are o formă neconvexă, probabil din cauza unui crater mare, Craterul Suspicio.  Nu este încă clar dacă constatările Rosettei susțin această afirmație.
Analiza imaginilor Rosetta în combinație cu curbele de lumină fotometrice a dat poziția polului nord de rotație al Lutetiei: RA = 51.8°±0.4°, Dec = +10.8°±0.4°. Acest lucru dă o înclinare axială de 96° (rotator retrograd), ceea ce înseamnă că axa de rotație este aproximativ paralelă cu ecliptica, similar cu planeta Uranus.

## Forme de relief
Suprafața Lutetiei este acoperită de numeroase cratere de impact și intersectată de fracturi, escarpe și șanțuri considerate a fi manifestări de suprafață ale fracturilor interne. Pe emisfera fotgrafiată a asteroidului există un total de 350 de cratere cu diametre cuprinse între 600 m la 55 km. Cele mai puternic craterate suprafețe (din regiunea Achaia) au o vârstă de retenție a craterelor de aproximativ 3,6 ± 0,1 miliarde de ani.
Suprafața Lutetiei a fost împărțită în șapte regiuni în funcție de geologia lor. Acestea sunt Baetica (Bt), Achaia (AC), Etruria (Et), Narbonensis (Nb), Noricum (Nr), Pannonia (Pa) și Raetia (Ra). Regiunea Baetica este situată în jurul polului nord (în centrul imaginii) și include un grup de cratere de impact de 21 km în diametru precum și depozitele lor de impact. Este cea mai tânără unitate de suprafață de pe Lutetia. Baetica este acoperită de o pătură netedă de resturi de aproximativ 600 m grosime care a îngropat parțial cratere mai vechi. Alte forme de relief includ alunecări de teren, grohotișuri gravitaționale și blocuri de ejectă de până la 300 m în mărime. Alunecările de teren și aflorimentele de rocă corespunzătoare sunt corelate cu variații de albedo, fiind în general mai luminoase.
Cele mai vechi două regiuni sunt Achaia și Noricum. Prima este o zonă remarcabil de plată, cu o mulțime de cratere de impact. Regiunea Narbonensis coincide cu cel mai mare crater de impact de pe Lutetia—Massilia. Include un număr de unități mai mici și este modificat de lanțuri de gropi și canale formate într-o epocă ulterioară. Alte două regiuni - Pannonia și Raetia sunt, de asemenea, probabil să fie cratere de impact mari. Ultima regiune Noricum este intersectată de un șanț proeminent de 10 km lungime si aproximativ 100 m adâncime.
Simulările numerice au arătat că chiar și impactul care a produs cel mai mare crater pe Lutetia, care este de 45 km in diametru, a fracturat serios dar nu a spart asteroidul. Deci, Lutetia a supraviețuit probabil intactă de la începutul Sistemului Solar. Existența fracturilor liniare și morfologia craterelor de impact indică, de asemenea, că interiorul acestui asteroid are o rezistență considerabilă și nu este o grămadă de moloz ca mulți asteroizi mai mici. Luate împreună, aceste fapte sugerează că Lutetia ar trebui clasificată drept planetezimal primordial.

### Craterul Suspicio
Studiile modelelor de fracturi de pe Lutetia îi fac pe astronomi să creadă că există un crater de impact de ~45 de kilometri pe partea de sud a Lutetiei, numit Craterul Suspicio, dar pentru că Rosetta a observat doar partea de nord a Lutetiei, nu se știe cu certitudine cum arată, sau dacă măcar există. 

## Nomenclatură
În martie 2011, Grupul de Lucru pentru Nomenclatură Planetară de la Uniunea Astronomică Internațională a convenit asupra unei scheme de numire pentru caracteristicile geografice de pe Lutetia. Întrucât Lutetia era un oraș roman, craterele asteroidului sunt numite după orașele Imperiului Roman și părțile adiacente ale Europei în timpul existenței Lutetiei. Regiunile sale sunt numite după descoperitorul Lutetiei (Goldschmidt) și după provinciile Imperiului Roman din timpul Lutetiei. Alte forme de relief sunt numite după râurile Imperiului Roman și părțile adiacente ale Europei la vremea orașului. 

## Origine
Compoziția lui Lutetia sugerează că s-a format în sistemul solar interior, printre planetele telurice și a fost aruncată în centura de asteroizi printr-o interacțiune cu una dintre ele. 